# Crib Goch
Crib Goch es descriu com una aresta "talla de ganivet" al parc nacional de Snowdonia a Gwynedd, Gal·les. El nom significa "cresta vermella" en gal·lès.
El punt més alt de l'aresta és de 923 metres sobre el nivell del mar. Totes les rutes que aborden el Crib Goch es consideren rutes d'alpinisme a l'hivern o grimpades a l'estiu, el que significa que han de travessar "territori classificat" tal com es defineix a Scrambles in Snowdonia de Steve Ashton. A la més fàcil d'aquestes línies (la part del "pas dolent" de la ruta) se li dona un grau d'escalada de grau 1 (el més difícil és el grau 3; les rutes més difícils que el grau 3 es consideren escalades en roca).

## Ruta
La travessa clàssica de Crib Goch d'est a oest condueix des de la pista Pyg fins a un "pas dolent", on les mans i els peus són necessaris breument. Segueix l'ascens a l'arête, abans d'abordar tres pinacles de roca fins a un pas herbós a Bwlch Coch. Aquesta primera part de la carena està exposada amb precipicis a sota, havent-se resultat en diverses víctimes mortals, fins i tot d'alpinistes experimentats; l'Autoritat del Parc Nacional de Snowdonia la descriu com "no és una muntanya per a persones sense experiència". També és possible pujar per l'aresta nord de Crib Goch, que s'apropa a la carena principal. El recorregut és molt més difícil amb vent fort o terreny glaçat, per això es recomana que els caminants consulten la previsió meteorològica abans.
És possible pujar al Crib Goch des de Bwlch y Moch SH663552 o des de Nant Peris, ascens per Cwm Beudu Mawr.
Des del coll, la cresta torna a pujar, unint-se a la cresta principal de Snowdon a través del cim germà de Garnedd Ugain a l'oest. Aquí el camí es troba amb el Pyg Track (que baixa fins a Pen-y-Pass) a Bwlch Glas (marcat per una gran pedra erecta), abans de la pujada final al cim de Snowdon. Al sud de l'aresta es troben els llacs de Glaslyn i Llyn Llydaw. Al nord hi ha el coll de Llanberis. Crib Goch es classifica com un Welsh 3000er i també s'escala sovint com la primera part de la ferradura de Snowdon, que passa per Garnedd Ugain, Snowdon i Y Lliwedd, abans de tornar a Pen-y-Pass.
Crib Goch és un dels llocs més humits del Regne Unit, amb una mitjana de 4.473 milímitres de precipitació anual durant els darrers 30 anys.

## Galeria d'imatges

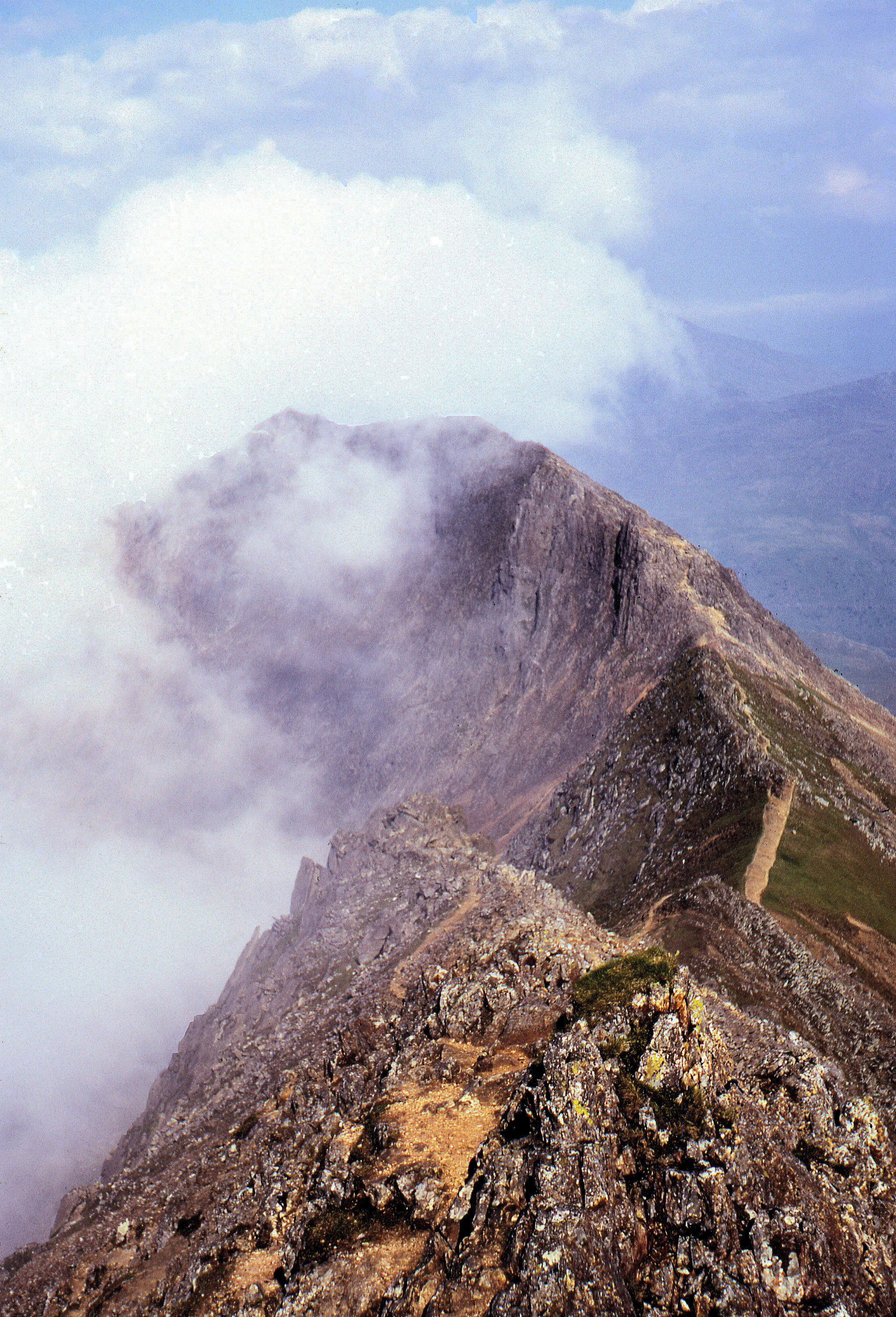
Part de la carena del Crib Goch. Un tram fàcil del camí transcorre sobre la cadira herbosa.
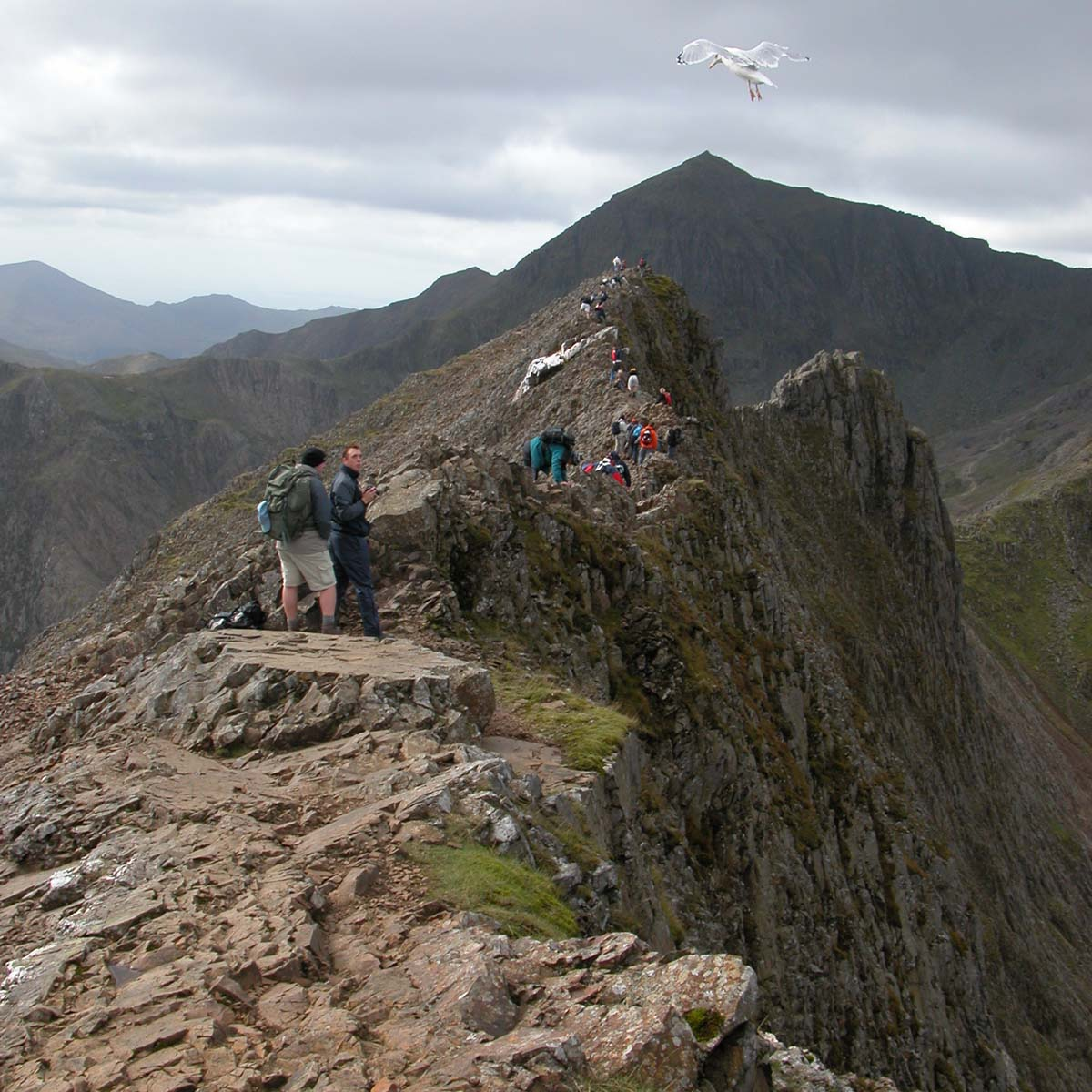
L'aresta de "tall de ganivet" de Crib Goch (en primer pla) i el pic piramidal de Snowdon (el fons) són tots dos el resultat de la glaciació.
Croquis del massís de Snowdon:Llegenda·gris: carenes·línies vermelles:camins·línies taronges: carreteres·línia grisa de punts: Snowdon Mountain Railway